# I Don't Want to Grow Up (Ramones)
I Don't Want to Grow Up è un singolo estratto dall'ultimo album studio del gruppo punk Ramones, ¡Adios Amigos!.
Si tratta di una cover della canzone omonima di Tom Waits, presente nell'album Bone Machine.
Ha raggiunto la posizione #30 nella classifica Billboard Modern Rock Tracks.

## Video
Il video della versione singolo dei Ramones li mostra suonare in un mondo immaginario di cartoni animati.

## Formazione
- Joey Ramone - voce
- Johnny Ramone - chitarra
- C.J. Ramone - basso
- Marky Ramone - batteria